# Cloniophorus nyassae
Cloniophorus nyassae es una especie de escarabajo longicornio del género Cloniophorus, tribu Callichromatini, subfamilia Cerambycinae. Fue descrita científicamente por Bates en 1878.

## Descripción
Mide 14-25 milímetros de longitud.

## Distribución
Se distribuye por Kenia, Malaui, Mozambique, Tanzania, Zambia y Zimbabue.